# Narcisa Lecusanu
Narcisa Lecușanu (su nombre completo es Georgeta Narcisa Lecușanu, Bacau, 14 de septiembre de 1976) es una ex jugadora de balonmano rumana y miembro ejecutivo de la Federación Internacional de Balonmano, además de miembro del Salón de la Fama.

## Trayectoria
Es graduada del Instituto de Educación Física y Deporte de Bacău con una maestría.
Potente lateral izquierdo, era temida por su lanzamiento exterior, pero era capaz de fintar de manera brillante en carrera, lo que hacía su ataque impredecible.
Empezó jugando al balonmano en su ciudad natal, en el Stiinta Bacau. Tras sus inicios en su país saltó al potente club macedonio WHC Gjorche Petrov, donde ganó dos ligas y le valió el traslado a la Bundesliga alemana. Con el Borussia Dortmund primero y con el TV Lutzellinden después explotó su faceta goleadora para conseguir un campeonato de liga en el año 2001.
Desde la temporada 2022 a la 2006 jugó en la potentísima liga danesa, primero con el Ikast-Boardong DH (con las tiburones tuvo un espectacular inicio truncado por una lesión en su mano) y después fichó por su máximo rival, el Aalborg. Con los equipos daneses consiguió una Recopa de Europa.
Terminó su carrera como profesional en la liga rumana, jugando para el Ramnico Valcea y alzó otra Recopa de Europa, una Supercopa de Europa y cuatro ligas rumanas además de ser finalista en la Liga de Campeones de 2010.

### Clubes
- 1993–96:  Știința Bacău
- 1996–98:  Kometal Gjorče Petrov Skopje
- 1998–00:  Borussia Dortmund
- 2000–02:  TV Lützellinden
- 2002–04:  Ikast-Bording EH[2]
- 2004–06:  Aalborg DH
- 2006–10:  Oltchim Râmnicu Vâlcea

### Selección rumana
134 partidos y 354 goles son su carta de presentación con la selección rumana, con la que ha conseguido ser subcampeona del Mundo en 2005. Ha participado en los Juegos Olímpicos del 2008 en Pekin, donde terminó en séptimo lugar.
Durante su época como Junior se proclamó Campeona del Mundo en 1995 en Brasil.

## Palmarés

### Selección nacional
- 1 x  Medalla de bronce en el Campeonato del Mundo de 2005
- 1 x  Medalla de oro en el Campeonato del Mundo Juvenil de 1995

### De clubes
- 2 x Campeona de Liga de Macedonia (1997, 1998)
- 2 x Copa de Macedonia (1997, 1998)
- 1 x Campeón de la Bundesliga (2001)
- 4 x Campeón de Liga de Rumanía (2007, 2008, 2009, 2010)
- 1 x Campeona de la Copa de Rumanía (2007)
- 2 x Campeona de la Recopa de Europa (2004, 2007)
- 1 x Supercopa de Europa (2007)

### Galardones individuales
- Miembro del Salón de la Fama[9]
- Orden al Mérito de Segunda Clase
- Ciudadano de Honor de la Ciudad de Bacău

## Libros publicados
- Lecușanu, Narcisa (2020). La historia de mi vida . Editorial Coresi. ISBN 978-6-0699-6604-4 .